# Bundesdruckerei
Die Bundesdruckerei Gruppe GmbH (Kurzform: bdr) produziert Dokumente und Geräte für die sichere Identifikation und bietet entsprechende Dienstleistungen an. Sie hat ihren Sitz im Berliner Ortsteil Kreuzberg.
Der Ursprung des Unternehmens liegt in der ehemaligen Reichsdruckerei. Nach der Privatisierung 1994 und verschiedenen Eigentümerwechseln befindet sich das Unternehmen seit 2009 im Staatsbesitz der Bundesrepublik Deutschland.
Die Sicherheitsdruckerei bietet neben kompletten Pass- und Ausweissystemen auch Personaldokumente, Hochsicherheitskarten, Dokumentenprüfgeräte, Sicherheitssoftware sowie Trustcenter-Leistungen an. Darüber hinaus fertigt die Bundesdruckerei Banknoten, Briefmarken, Visa, Fahrzeugdokumente, Tabaksteuerzeichen sowie elektronische Publikationen.

## Geschichte

### Gründung

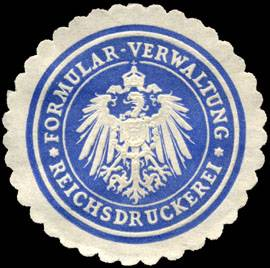
Siegelmarke der Reichsdruckerei

Die heutige Bundesdruckerei wurde am 6. Juli 1879 in der Kreuzberger Oranienstraße 91 als Reichsdruckerei gegründet. Sie ging seinerzeit aus zwei Druckereien hervor, die auf Initiative des damaligen Generalpostdirektors Heinrich von Stephan in ein einziges Unternehmen zusammengeschlossen wurden: der von Georg Jacob Decker bereits im Jahr 1763 übernommenen Königlich Geheimen Oberhofbuchdruckerei des Verlegers Rudolf Ludwig Decker und der 1851 gegründeten Königlich-Preußischen Staatsdruckerei.
Ab 1880 produzierte die Reichsdruckerei neben sämtlichen staatlichen Druckerzeugnissen auch das erste Berliner Telefonbuch, Reproduktionen von Kunstwerken, Postwertzeichen und Patentschriften.
Im Jahr 1905 wurde eine eigene Farbenreiberei gegründet, um eine gleichbleibende Qualität der Druckfarben zu gewährleisten.

### Während der Kriege
Mit Beginn des Ersten Weltkriegs wurden große Mengen des umlaufenden Münzgeldes eingezogen und der Reichskriegskasse zugeführt. Um Edelmetalle für die Geldproduktion einzusparen, wurden zusätzliche Darlehnskassenscheine zu einer und zwei Mark sowie große Mengen anderer Reichsbanknoten ausgegeben. Damit wurde eine Umstellung vom aufwendigen Kupferdruck hin zum leistungsfähigeren Hochdruckverfahren nötig. Vor dem Hintergrund der steigenden Inflation wurden ab 1922 allein in der Banknotenproduktion über 8600 Mitarbeiter beschäftigt. Die 57 verschiedenen Reichsbanknoten wurden als „Massenware“ auf riesigen Papierrollen im Rotationsdruck produziert.
Der Zweite Weltkrieg richtete auf dem Gelände der Reichsdruckerei große Schäden an. Dennoch konnte die Produktion bis zum 21. Juni 1944 aufrechterhalten werden, bis ein alliierter Luftangriff sämtliche Papiervorräte in Brand setzte. Bei einem schweren Bombenangriff am 3. Februar 1945 griffen rund 1500 US-amerikanische Flugzeuge Berlin an und vernichteten dabei etwa die Hälfte aller Verwaltungs- und Produktionsanlagen.

### Nachkriegszeit

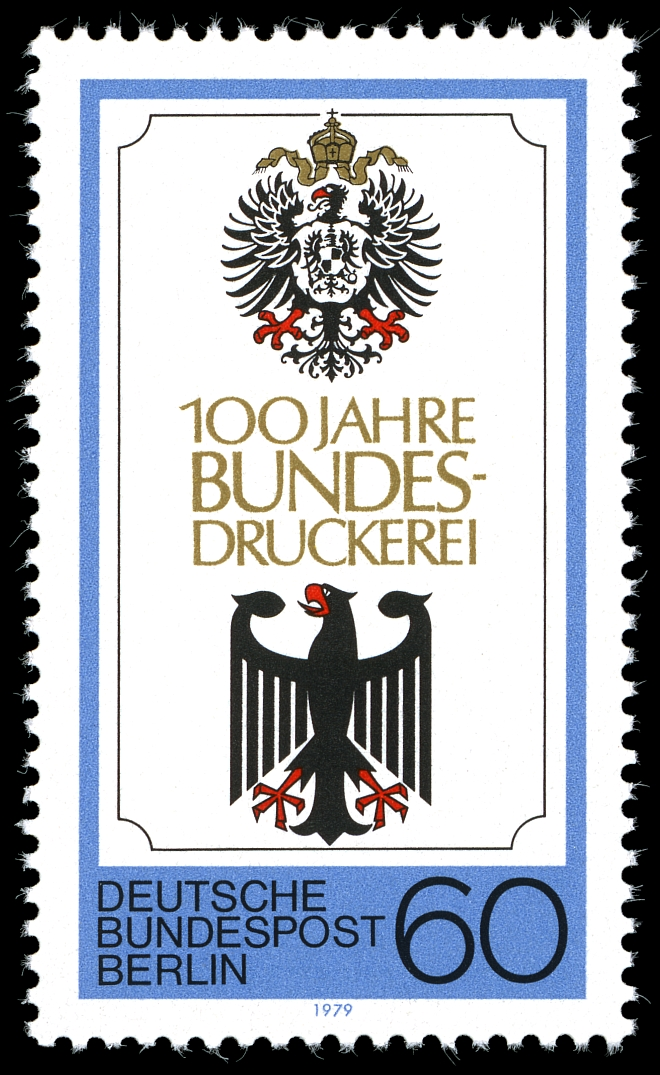
Briefmarke 1979 aus Anlass des 100-jährigen Bestehens der Bundesdruckerei

Nach dem Ende des Krieges wurde die Staatsdruckerei in Magistratsverwaltung zur schnellstmöglichen Wiederaufnahme ihrer Arbeit verpflichtet. Im Zuge der immer angespannteren Situation zwischen den Siegermächten drängten die britischen und amerikanischen Alliierten auf die Gründung einer zweiten staatlichen Druckerei im Westen. Es entstand eine Frankfurter Außenstelle, die später nach Neu-Isenburg verlegt wurde. Am 1. September 1949 übernahm die Hauptverwaltung Post- und Fernmeldewesen die Leitung der Dienststellen Berlin und Frankfurt der Staatsdruckerei der Bundesrepublik Deutschland. Im Jahr 1951 ratifizierten die Bundesrepublik und der Magistrat von Berlin den offiziellen Übernahmevertrag und aus der Staatsdruckerei der Bundesrepublik Deutschland wurde die Bundesdruckerei. 1952 kam noch die Dienststelle Bonn mit über 150 Mitarbeitern dazu.
Erstmals wurden 1955 wieder – mit dem 5-DM-Wert – Banknoten gedruckt. Bis dahin wurde die Währung der Bundesrepublik in Großbritannien, den USA und Frankreich produziert. Zwei Jahre später erfolgte die endgültige Verlegung des Hauptsitzes nach Berlin. Ab 1959 wurden die 50-DM- und später auch die 10-DM-Noten in Berlin gedruckt. Alle übrigen Banknotenwerte druckte das Typographische Institut Giesecke & Devrient in München.
Mit der Einführung des Bundespersonalausweises im Jahr 1960 produzierte die Bundesdruckerei auch wieder Ausweisdokumente. Gleichzeitig wurde ein Auslandsgeschäft – vornehmlich mit Venezuela – in den Bereichen Briefmarken, Alkoholsteuerzeichen, Postwertmarken und Pässe aufgebaut.
Im Jahr 1979 feierte die Bundesdruckerei unter dem damaligen Präsidenten Klaus Spreen ihr 100-jähriges Bestehen. Es wurde mit der Einführung von internationalen ICAO-Standards für fälschungssichere Identitätsdokumente begonnen. Am 1. April 1987 wurden die ersten Personalausweiskarten im ID-2-Format und zum 1. Januar 1988 der damals neue Reisepass mit integrierter Passkarte ausgegeben, die seitdem zentral in Berlin gedruckt werden.
Die vierte und letzte Serie der D-Mark wurde 1989 ausgegeben. Die Gestaltung der gesamten Serie mit zahlreichen neuen Sicherheitsmerkmalen oblag dem seinerzeitigen Chefgrafiker der Bundesdruckerei Reinhold Gerstetter.

### Gegenwart

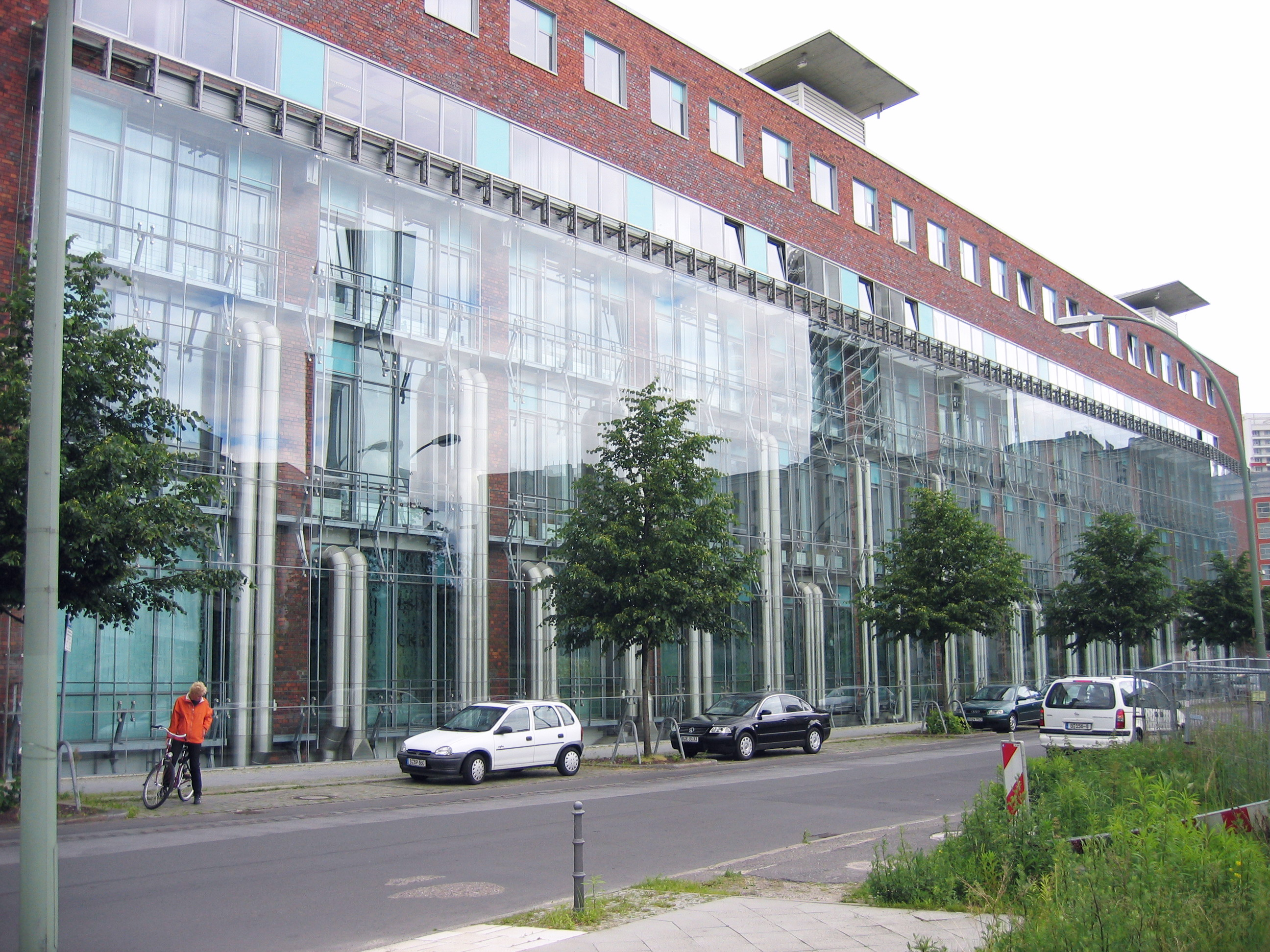
Ansicht der Bundesdruckerei von der Kommandantenstraße, 2005

Im Jahr 1997 wurde der Auftrag zur Herstellung des europäischen Modells des deutschen Kartenführerscheins an die Bundesdruckerei vergeben. Die Ausgabe der ersten Führerscheinkarten erfolgte zu Beginn des Jahres 1999.
Ebenfalls 1999 wurde die Bundesdruckerei mit dem Druck eines Teils der deutschen Euro-Banknotenserie beauftragt. Hierfür wurde eine neue Banknotenproduktionslinie errichtet.
Im Rahmen der europäischen Harmonisierung von Kfz-Dokumenten begann am 1. Oktober 2005 die Ausgabe von fälschungssicheren deutschen Fahrzeugbriefen und -scheinen in Form der Zulassungsbescheinigungen Teil I und Teil II. Am 1. November 2005 wurde der elektronische Reisepass (ePass) in Deutschland eingeführt. Die Bundesdruckerei stellt als Generalunternehmer weiterhin den Reisepass her und rüstete rund 5500 deutsche Meldebehörden mit der hierfür notwendigen technischen und logistischen Infrastruktur aus.
2007 wurde mit der Ausgabe der zweiten Generation der ePässe für Deutschland begonnen. Zum Schutz der darin gespeicherten zwei Fingerabdrücke wird weltweit erstmals der erweiterte Zugriffsschutz Extended Access Control (EAC) verwendet. Auf der CeBIT 2008 wurde die „Innosec-Fusion“-Karte präsentiert, die besonders für den – von verschiedenen europäischen Staaten geplanten – elektronischen Personalausweis geeignet ist. Damit soll die Transaktions- und Identitätssicherheit in elektronischen Kommunikationsprozessen verbessert werden.
Seit April 2008 liefert die Bundesdruckerei elektronische Dienstausweise für Bundesbehörden, die Polizeien des Bundes und die Bundeswehr.

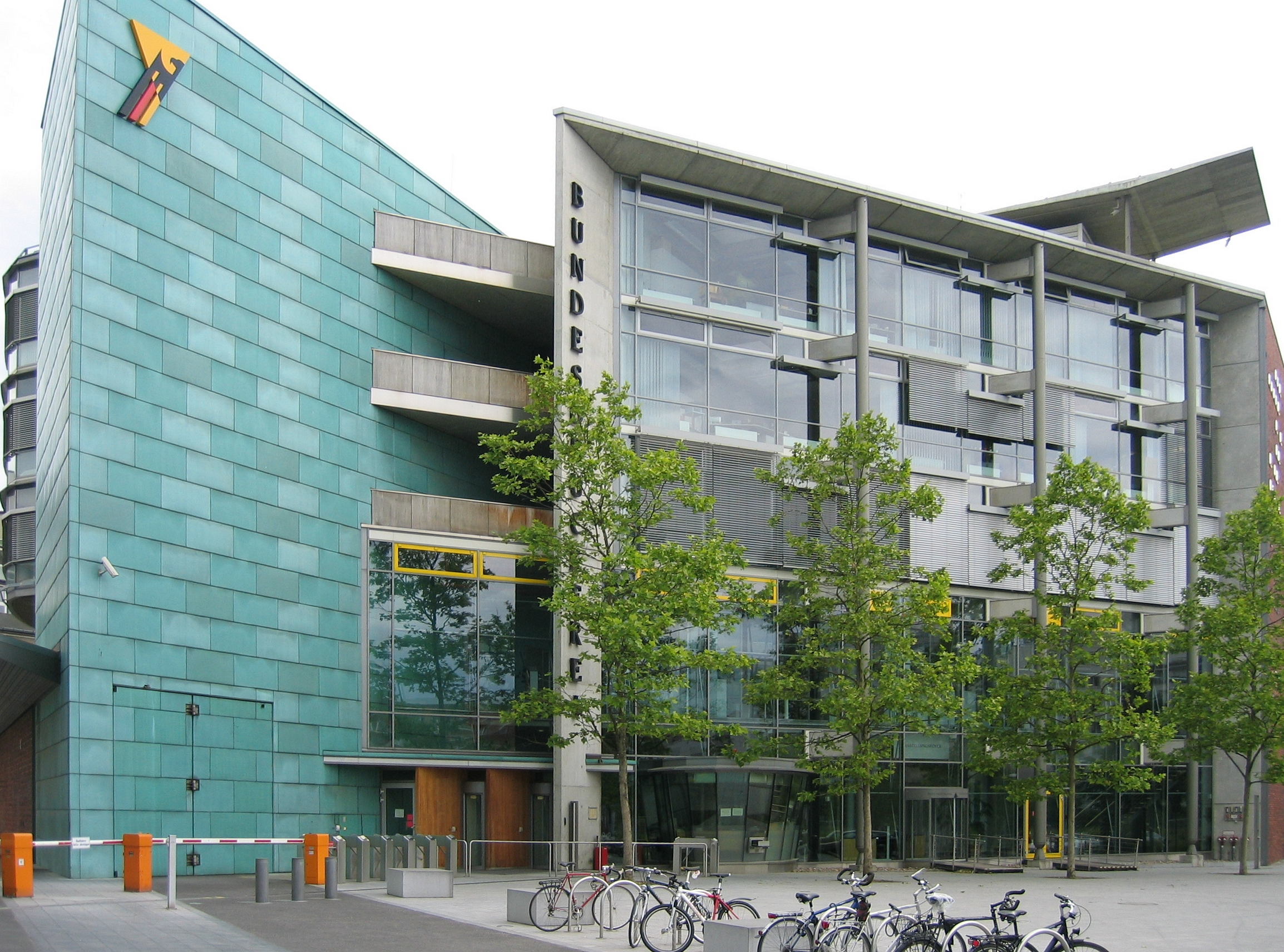
Sitz der Bundesdruckerei in Berlin

Am 1. November 2010 begann die Produktion des scheckkartengroßen deutschen Personalausweises, der elektronische Komponenten beinhaltet. Seit 1. September 2011 stellt die Bundesdruckerei den elektronischen Aufenthaltstitel für in Deutschland lebende Ausländer (Nicht-EWR-Bürger) her, der zuvor bereits als Klebeetikett produziert worden war.
Seit 1. März 2017 produziert die Bundesdruckerei den „Reisepass 3.0“. Zur umfangreichen Änderung der Gestaltung gehören neben der Abkehr vom bisherigen Hardcover hin zu einem flexiblen, biegsamen Einband auch die Abschaffung der laminierten Datenseite zugunsten einer Vollkunststoffkarte aus Polycarbonat. Der neue Reisepass enthält zudem zahlreiche neue Sicherheitsmerkmale und grafische Anpassungen.

## Unternehmen
Die Bundesdruckerei Gruppe GmbH agiert als Konzernmutter für die Tochtergesellschaften und ist zudem für das Management der Minderheitsbeteiligungen zuständig. Die Unternehmensgruppe beschäftigte 4107 Mitarbeiter im Jahr 2023 und erzielte im gleichen Jahr einen Umsatz von rund 1040 Millionen Euro.

### Kennzahlen
Laut Lagebericht der Bundesdruckerei zählen als interne Mitarbeiter alle Arbeiter, Angestellte und Beamte, ohne Auszubildende, Praktikanten und Werkstudierende:
|        | Umsatz in Mio. € | Jahresüberschuss in Mio. € | Gesamt Mitarbeiter | davon Arbeiter | davon Angestellte | davon Beamte | Auszubildende | Praktikanten/Werkstudierende |
| ------ | ---------------- | -------------------------- | ------------------ | -------------- | ----------------- | ------------ | ------------- | ---------------------------- |
| 2008   | –                | –                          | 1354               | –              | –                 | –            | –             | –                            |
| 2009   | –                | –                          | 1459               | –              | –                 | –            | –             | –                            |
| 201000 | 0348,7           | –                          | 1613               | –              | –                 | –            | –             | –                            |
| 201100 | 0405,6           | –                          | 1650               | –              | –                 | –            | –             | –                            |
| 201200 | 0453,7           | –                          | 1837               | –              | –                 | –            | –             | –                            |
| 201300 | 0398,3           | –                          | 1761               | –              | –                 | –            | –             | –                            |
| 201400 | 0453,4           | –                          | 1764               | 737            | 1021              | 6            | 42            | –                            |
| 2015   | 0464,7           | 004,8                      | 1895               | 800            | 1090              | 5            | 41            | –                            |
| 2016   | 0457,0           | 004,6                      | 1900               | 762            | 1135              | 3            | 36            | 071                          |
| 2017   | 0493,0           | 006,8                      | 2044               | 844            | 1198              | 2            | 37            | 061                          |
| 2018   | 0526,4           | 004,9                      | 2007               | 825            | 1180              | 2            | 40            | 041                          |
| 2019   | 0549,5           | 002,4                      | 2010               | 804            | 1205              | 1            | 38            | 053                          |
| 2020   | 0568,1           | 023,8                      | 2976               | 883            | 2092              | 1            | 74            | 076                          |
| 2021   | 0774,0           | 079,3                      | 3238               | 771            | 2466              | 1            | 59            | 094                          |
| 2022   | 0907,2           | 128,8                      | 3664               | 791            | 2872              | 1            | 59            | 108                          |
| 2023   | 1040,0           | 160,4                      | 4107               | 815            | 3291              | 1            | 60            | 128                          |

### Zusammensetzung der Bundesdruckerei-Gruppe
Daten aus den offiziellen DNK-Erklärungen der Bundesdruckerei. Aufschlüsselung in der Form von Gesamtanzahl und in die Geschlechter männlich/weiblich/divers:
|      | Geschäftsführung | Aufsichtsrat | Leitende Angestellte | Führungskräfte (1. und 2. Führungsebene) | Gewerbliche Mitarbeiter inkl. Auszubildende | Angestellte und Beamte inkl. Werksstudierende, Auszubildende und Praktikanten |
| ---- | ---------------- | ------------ | -------------------- | ---------------------------------------- | ------------------------------------------- | ----------------------------------------------------------------------------- |
| 2019 | 2 (2/0/–)        | 12 (9/3/–)   | 48 (35/13/–)         | –                                        | 830 (541/289/–)                             | 1641 (1050/591/–)                                                             |
| 2020 | 2 (2/0/–)        | 12 (9/3/–)   | 43 (30/13/–)         | –                                        | 817 (556/261/–)                             | 1666 (1039/627/–)                                                             |
| 2021 | 2 (2/0/–)        | 12 (6/6/–)   | 55 (37/18/–)         | –                                        | 765 (526/239/–)                             | 2685 (1726/959/–)                                                             |
| 2022 | 2 (2/0/–)        | 12 (6/6/–)   | –                    | 138 (94/44/–)                            | 811 (568/243/–)                             | 3060 (1963/1096/1)                                                            |
| 2023 | 2 (2/0/0)        | 12 (5/7/0)   | –                    | 146 (101/45/0)                           | 831 (593/238/0)                             | 3471 (2107/1363/1)                                                            |
| 2024 | 2 (2/0/0)        | 12 (5/7/0)   | –                    | 144 (100/44/0)                           | 4630 (3055/1574/1)                          | 4630 (3055/1574/1)                                                            |

### Beteiligungen
Im Folgenden eine Übersicht der Beteiligungen der Bundesdruckerei GmbH im Jahr 2015:
| Gesellschaft                                                               | Anteil am Stammkapital | Umsatz (in T€) | Ergebnis vor Ergebnisabführung (in T€) | Ergebnis (in T€) |
| -------------------------------------------------------------------------- | ---------------------- | -------------- | -------------------------------------- | ---------------- |
| BIS Bundesdruckerei International Services GmbH, Berlin                    | 100,00 %               | 06.312         | 04.145                                 | 0000 0           |
| D-TRUST GmbH, Berlin                                                       | 100,00 %               | 10.986         | 00 452                                 | 0000 0           |
| Maurer Electronics GmbH, München                                           | 100,00 %               | 15.755         | 000 99                                 | 0000 0           |
| iNCO Sp. z o.o., Wawrów, Polen                                             | 100,00 %               | 01.701         | 00 240                                 | 00 240           |
| genua GmbH, München 1                                                      | 100,00 %               | 12.712         | 00 994                                 | 00 994           |
| xecuro GmbH, Berlin 2                                                      | 100,00 %               | –              | –                                      | –                |
| Emirates German Security Printing LLC, Abu Dhabi, VAE 2                    | 049,00 %               | 02.917         | 00 109                                 | 00 109           |
| cv cryptovision GmbH, Gelsenkirchen 3                                      | 035,10 %               | 05.686         | 00 546                                 | 00 546           |
| Shanghai MITE Speciality & Precision Printing Co., Ltd., Shanghai, China 3 | 025,00 %               | 57.237         | 18.284                                 | 18.284           |
| Dermalog Identification Systems GmbH, Hamburg 3                            | 022,43 %               | 37.112         | 01.901                                 | 01.901           |
| Veridos GmbH, Berlin                                                       | 040,00 %               | –              | –                                      | –                |

Als Stammhaus übernimmt die Bundesdruckerei GmbH wesentliche Teile des operativen Geschäftes ihrer Tochterunternehmen.
- Die BIS Bundesdruckerei International Services GmbH ist die Vertriebs- und Projektgesellschaft für das ID-Auslandsgeschäft.
- Die D-TRUST GmbH ist das akkreditierte Trustcenter der Bundesdruckerei GmbH.
- Die Maurer Electronics GmbH ist als Entwicklungs- und Servicegesellschaft der Bundesdruckerei GmbH für ID-Systeme und Systemkomponenten tätig.
- genua ist Hersteller von Firewall- und VPN-Lösungen, die sich an behördliche und mittelständische Kunden richten.
- Elektronische Publikationen werden bei der iNCO Spółka z o.o. in Polen produziert.
- Dermalog ist Hersteller für automatische Fingerabdruck-Identifikationssysteme (AFIS).
- Die cryptovision GmbH stellt sichere Verschlüsselungstechniken her.
- Die Veridos GmbH nimmt an internationalen staatlichen Ausschreibungen teil.

### Geschäftsfelder und Produkte

Logo des Webauftritts

Das Kerngeschäft der Bundesdruckerei GmbH sind ID-Systeme und ID-Dokumente. Dazu gehört die Herstellung von Personalausweisen, Reisepässen, Kinderreisepässen, Elektronischen Aufenthaltstiteln (eAT), EU-Kartenführerscheinen, Kraftfahrzeugbriefen und -scheinen sowie die Bereitstellung von Trustcenter-Leistungen. Im Inlandsgeschäft hatte dies einen Umsatz von 301 Millionen Euro.
Als Generalauftragnehmerin des Bundesinnenministeriums ist die Bundesdruckerei GmbH verantwortlich für das gesamte deutsche ePass-System (elektronische Reisepässe) und deren Infrastruktur.
Die Systeme ePass, Personalausweis und Aufenthaltstitel laufen über ein Betreibermodell der Bundesdruckerei GmbH. Die Umsätze des Betreibermodells folgen der Entwicklung der jeweiligen Absatzmengen. Dieses Modell umfasst die sichere Erfassung und Übertragung von Daten, die sichere Verifizierung sowie die sichere Änderung der Daten. Dafür wurden die Pass- und Ausweisbehörden sowie Ausländerbehörden in Deutschland mit Lesegeräten und Änderungsterminals sowie der entsprechenden Software für die Datenerfassung, die Datenverschlüsselung, den Datentransfer, die Datenvisualisierung und die Datenänderung ausgestattet. Mitarbeiterschulungen der Behörden sowie ein technischer Vor-Ort-Support mit eigener Service-Fahrzeug-Flotte gehören zum Leistungspaket. Für alle Anfragen der Behörden stellt die Bundesdruckerei GmbH ein Callcenter zur Verfügung.
Das Auslandsgeschäft lag bei einem Umsatz von 32,9 Millionen Euro. Kunden mit großen Umsatzanteilen im Jahr 2013 waren Venezuela, Libyen und die Vereinigten Arabischen Emirate mit Reisepass-Systemen.
Weitere Geschäftsfelder sind Banknoten (Umsatz von 45,3 Millionen Euro) und Wertdruck. Zum Wertdruck gehören Postwertzeichen (Umsatz von 9,3 Millionen Euro), Steuerzeichen (Umsatz von 6,6 Millionen Euro) sowie elektronische Publikationen wie Patentschriften (Umsatz von 3,4 Millionen Euro). Darüber hinaus werden auch TSE-Lösungen für Kassensysteme angeboten.

## Unternehmensentwicklung

### Privatisierungen nach der Wiedervereinigung
Infolge der deutschen Wiedervereinigung stieg der Bedarf an Personaldokumenten und Banknoten enorm. Allein im Jahr 1991 wurden 15 Millionen Personaldokumente gedruckt.
Das Bundeskabinett beschloss 1994, die Bundesdruckerei in eine Gesellschaft des privaten Rechts umzuwandeln. Zunächst wurde der Bund Alleingesellschafter. Am 1. Juli 1994 wurde die Bundesdruckerei zu einer Gesellschaft mit beschränkter Haftung (GmbH). Bis zur Privatisierung war das Unternehmen eine Obere Bundesbehörde und unterstand dem Bundesministerium für Post und Telekommunikation.
Im Jahr 1998 wurde die D-TRUST GmbH gegründet, ein Tochterunternehmen der Bundesdruckerei, das als Trustcenter digitale Signaturen und einen Zertifizierungsservice anbietet.
Die Bundesdruckerei GmbH gründete 1999 die BIS Bundesdruckerei International Services GmbH, die sich um internationale Großprojekte kümmert. Mit der Maurer Electronics GmbH wurde ein Anbieter von elektronischen und feinmechanischen Geräten zur fälschungssicheren Personalisierung von Dokumenten erworben.
Im Jahr 2000 verkaufte das Bundesfinanzministerium seine hundertprozentige Beteiligung an der Bundesdruckerei. Neuer Eigentümer wurde die Apax Partners & Co. Die Bundesdruckerei GmbH, die Bundesdruckerei International Services GmbH, die Orga Kartensysteme GmbH (2005 als Sagem Orga weitergeführt), die Holographic Systems München GmbH, die Maurer Electronics GmbH, die D-TRUST GmbH und die polnische Tochterunternehmung iNCO Spólka sp. z o.o. wurden unter dem Dach der Holding Authentos GmbH zusammengefasst.
Im August 2002 wurde die durch Abzug von Eigenkapital aus der Bundesdruckerei und der Überschuldung anderer Unternehmen der Gruppe entstandene Zahlungsunfähigkeit der Authentos GmbH abgewendet, nachdem sich Gesellschafter, Kreditgeber und der Bund auf einen Zahlungsverzicht geeinigt hatten.
Im September 2002 wurde für den symbolischen Kaufpreis von einem Euro die Authentos-Gruppe an zwei Zwischenerwerber übertragen: Die Berliner JFVVG Neununddreißigste Vermögensverwaltungsgesellschaft (94 % Anteil) und die Dinos Vermögensverwaltung in Heidelberg (6 % Anteil).

### Rückverstaatlichung und Digitalisierung
Im März 2009 wurde der Rückkauf der Bundesdruckerei GmbH durch die Bundesrepublik Deutschland abgeschlossen und formell am 8. Oktober 2009 vollzogen. Presseberichten zufolge wurden für den Rückkauf keine Barmittel aufgewendet, sondern Darlehen in Höhe von 310 Millionen Euro in Eigenkapital umgewandelt.
Im Mai 2014 unterzeichneten die Bundesdruckerei GmbH und Giesecke & Devrient (G&D) einen Vertrag zur Gründung eines gemeinsamen Joint Ventures. In dem neuen Gemeinschaftsunternehmen mit dem Namen Veridos GmbH übernahm G&D 60 % und die Bundesdruckerei 40 % der Anteile. G&D und die Bundesdruckerei bringen ihre jeweiligen Auslandsaktivitäten ein. 
Veridos mit Hauptsitz in Berlin ist international im Bereich Identifikationsprodukte und -lösungen für staatliche Auftraggeber, wie ID-Dokumente, Führerscheine sowie Gesundheitskarten und Pass- und Grenzkontrollsysteme, tätig. Veridos erzielte 2021 einen Umsatz von 197 Millionen Euro.
2014 war geplant, dass Veridos eine Betriebsstätte in München, eine Produktionsstätte in Griechenland und Tochtergesellschaften in Kanada, Mexiko und Brasilien unterhält. Veridos sollte unabhängig von den Muttergesellschaften auf dem internationalen Markt agieren.
Das Vorhaben stieß auf wettbewerbsrechtliche Bedenken beim Bundeskartellamt. Nach fünfmonatigen Ermittlungen wurde am 30. Oktober 2014 vom Bundeskartellamt festgestellt, dass Veridos weder im Auslandsgeschäft eine kartellrechtlich kritische Größe erlangt, noch eine erhebliche Beeinträchtigung des Wettbewerbs im Inlandsgeschäft zu erwarten ist.
Im Juli 2015 gab die Bundesdruckerei GmbH bekannt, dass sie die weltweite Ausschreibung der Internationalen Zivilluftfahrtorganisation zum Aufbau und Betrieb des ICAO Public Key Directories gewonnen habe, das notwendig ist, um elektronische Reisedokumente von Drittstaaten auf Echtheit und Unverfälschtheit hin überprüfen zu können. Dieses Projekt wird zusammen mit der Trustcenter-Tochter D-Trust, dem 2014 gegründeten Joint Venture Veridos und dem Joint Venture EGSP (Emirates German Security Printing) realisiert.
Anfang August 2015 gab die Bundesdruckerei GmbH bekannt, sich einen Mehrheitsanteil von 52 % am deutschen Firewall- und VPN-Spezialisten genua GmbH zu sichern. Im Jahr 2018 stockte die Bundesdruckerei GmbH ihre Anteile an der genua GmbH weiter auf. Seit dem 1. Januar 2020 und vorangegangener Zustimmung des Bundeskartellamtes ist die genua GmbH eine hundertprozentige Tochter der Bundesdruckerei GmbH und vollständig in die Bundesdruckerei-Gruppe integriert.